# Русское бальнеологическое общество
Ру́сское бальнеологи́ческое о́бщество (РБО) — российское научное общество, основанное в Пятигорске в 1863 году выдающимся русским врачом и ученым Семёном Алексеевичем Смирновым. Общество объединило бальнеологов Российской империи и было призвано организовать на научной основе лечебное дело на Кавказских Минеральных водах.

## История

#### Основание Общества
Основание РБО и его развитие связано в первую очередь с двумя выдающимися россиянами, один из которых — предприниматель Николай Александрович Новосельский, а другой — доктор медицины Семён Алексеевич Смирнов.
1 декабря 1861 года регион Кавказских минеральных вод был передан в аренду Новосельскому, а тот пригласил на должность директора курортов Смирнова. Организатор первого медицинского общества в Москве «Общества русских врачей», Смирнов был знаком с курортным делом в Европе и на Кавказских водах приступил к улучшению качества курортов с беспримерной энергичностью.
С деятельностью С. А. Смирнова на курортах начались систематические научные исследования минеральных ресурсов, действия минеральных вод на организм. Для этого была организована специальная физико-химическая лаборатория, где проводились сравнительные анализы минеральной воды источников и лечебных грязей Кавказских минеральных вод. Кроме этого он был инициатором создания метеорологических станций в Пятигорске, Кисловодске и Ессентуках для изучения климатических особенностей курортов.
Эта экспериментальная основа стала базой для подготовки и развития научных медицинских кадров, становления русской бальнеологии. Для объединения усилий ученых в этом направлении С. А. Смирнов и созвал их в 1863 году в Пятигорске на первое заседание РБО. В нём участвовали не только врачи курортов, но и геологи, химики, архитекторы, общественные деятели, проживающие на КМВ, в Москве, Петербурге и других городах и это определило широкий диапазон направлений, которое было призвано разрабатывать Общество.
5 июля 1863 года устав РБО был утверждён наместником Кавказа. Согласно Уставу главной целью нового общества было «способствовать развитию самостоятельности русской бальнеологии и, в частности, изучение и исследование Кавказских Минеральных вод в научном и практическом отношении».
Первый состав общества включал 17 человек. Помимо С. А. Смирнова, занявшего должность председателя, это были врачи Я. Я. Берлин, А. А. Витман, М. П. Деревянченко, К. И. Захаров, Л. Ф. Змеев, Е. И. Красноглядов, И. В. Мацкевич, М. К. Милютин, А. А. Патерсон, П. И. Погожев, Ф. К. Походченко, А. Э. Пиотрашко, П. И. Савицкий, профессор А. И. Смирнов, профессор-консультант О. А. Халецкий, заведующий физико-химической лабораторией Ф. Ф. Шмидт.
В 1864 году в РБО числилось уже 34 члена, а с годами это число неуклонно росло. Среди членов Общества были не только российские, но и европейские учёные, в том числе доктора Дено, Дюран-Фардель, Г. Гельфт, И. Гирш, П. Картельфи.

#### Девиз Общества
С. А. Смирнов предложил девиз Общества: «Наука, страждущее человечество и Родина».

#### Общество в дореволюционный период
Во второй половине 80-х годов XIX века РБО оказалось в оппозиции к Управлению вод. Опасаясь неприятных для себя последствий Общество покинули директор Горного департамента Кулибин и ряд врачей (хотя вступали и новые члены, например, профессор П. И. Ковалевский). Министерство государственных имуществ, которому в этот период подчинялись Кавказские Минеральные Воды, через Главное управление по делам печати запретило публиковать опровержения на свои заявления со стороны РБО. Более того, Общество было лишено права, оговоренного Уставом, печатать свои издания без предварительной цензуры, которую отныне должен был осуществлять правительственный комиссар Управления Вод. Одновременно Общество лишили субсидии. В этих условиях члены Общества на заседании 21 мая 1891 года пришли к решению о временной приостановке деятельности.
Возобновление деятельности РБО стало возможным в 1894 году с приходом на пост министра земледелия и государственных имуществ А. С. Ермолова. Новое Управление вод активно сотрудничало с Обществом. Однако революция 1905—1907 годов вновь создала трудности в деятельности Общества. Многие его члены являлись активными участниками демократических политических процессов. В результате, в 1907 году Бальнеологическое общество было закрыто по распоряжению генерал-губернатора, против ряда его членов проведены судебные процессы. Возобновлена деятельность РБО была в 1908 году, после просьбы В. А. Кобылина об освобождении его от должности председателя. Общество возглавил П. А. Ржаксинский.
Так как большинство членов общества были врачами, с началом Первой мировой войны они были мобилизованы в армию. Созидательная деятельность общества была приостановлена.

#### Деятельность после Октябрьской социалистической революции
В 1920 году участниками РБО был основан Бальнеологический институт, который создавался на базе Общества и стал первым курортологическим институтом в Советской стране, а впоследствии — одним из крупнейших научных медицинских центров России.
В приказе Наркомздрава о создании института говорилось, что РБО передаёт в полное пользование Бальнеологического института своё здание, физико-химическую лабораторию, метеорологическую станцию, минералогический музей, а также большую научную курортную библиотеку, которую собрал и систематизировал доктор Е. А. Ларин.
В институт на работу перешли видные члены РБО: В. В. Владимирский, В. Д. Зипалов, Э. Э. Карстенс, П. К. Карпов, А. А. Крюков, Е. А. Ларин, И. М. Пугинов, К. В. Писнячевский, Н. Н. Славянов и другие.
Первым директором института стал крупный гидрогеолог, председатель и почётный член РБО Александр Николаевич Огильви, избранный на эту должность по всероссийскому конкурсу, он возглавлял институт до своего ареста и начавшихся в 1930-х годах репрессий против врачей курортов.
В 1931 году бывшие члены РБО на специально созванном совещании приняли решение о прекращении деятельности Общества.

#### Значение РБО сегодня
В феврале 1997 года была попытка возродить деятельность РБО по инициативе пятигорских медиков.
Сегодня Федеральное государственное бюджетное учреждение «Пятигорский государственный научно-исследовательский институт курортологии Федерального медико-биологического агентства», учрежденное на основе Бальнеологического института считает себя законным преемником РБО.

## Деятельность

#### Научная деятельность
Главный вопрос, который решали члены общества — медицинское обеспечение нового российского курорта, правильное, научно обоснованное лечение больных, прибывающих на минеральные воды.
Первое десятилетие существования РБО было периодом наиболее яркой и активной его деятельности. Поначалу заседания проводились очень часто — два раза в месяц. Ученые и врачи разрабатывали рекомендации по применению тех видов терапевтического воздействия на больной организм, которые использовали обильные ресурсы этой уникальной местности: бальнеотерапии, водолечения, грязелечения, физиотерапии, диетического питания, кумысолечения, виноградолечения. С самого начала своей деятельности РБО предприняло попытки научного обоснования механизма действия курортных факторов на организм человека.
Главным ресурсом курорта все же являлась целебная вода и труды по изучению её, в том числе и способов добычи, включали темы далекие от медицины. В работе РБО участвовали геологи, в том числе гидрогеологи, метеорологи (С. А. Семенов тоже занимался метеорологией), сейсмологи.
Большая часть исследований в этот период была посвящена происхождению и химическому составу Кавказских минеральных источников, а также влиянию минеральных вод на отдельные физиологические процессы в организме и возможности их использования для лечения ряда заболеваний.
Все выступления заседаний фиксировались, обрабатывались и подкреплялись дополнительными материалами и в таком виде появлялись на страницах специального издания — «Записок РБО». Один из старейших членов, секретарь РБО доктор медицины Евгений Андреевич Ларин создавал до прекращения деятельности РБО библиотеку, в которой за годы деятельности РБО была собрана уникальная коллекция специальной литературы, насчитывающая десятки тысяч изданий. Ларин первый начал составлять научную медицинскую библиографию по Кавказским минеральным водам. После его смерти библиотека, переданная Бальнеологическому институту, была названа его именем.
К началу Первой мировой войны, к юбилею РБО, был подведен итог: за пятьдесят лет её члены встречались на более чем 500 заседаниях, на которых обсудили около 1000 докладов. К этому времени РБО насчитывало в своем составе 127 членов (данные 1913 года).

#### Благоустройство курортов и их популяризация
Важные вопросы, которые поднимались на заседаниях Общества — благоустройство поселений, ставших позже городами-курортами мирового значения. Состояние их в начале деятельности Смирнова оставляло желать лучшего. Благодаря конструктивным решениям членов РБО по улучшению организации управления курортами дело получило то направление, которое привело к тому, что чахлые местечки с войлочными кибитками у вод превратились в цветущие здравницы, получившие название в начале XX века «летней столицы Империи» из-за большого наплыва богатых и знатных людей из Москвы и Петербурга.
В годы деятельности РБО поднялись и превратились в лечебницы европейского уровня такие города как Пятигорск, Кисловодск, Железноводск, Ессентуки. На Кавказских Минеральных Водах до 1917 года были отстроены отличные бальнеологические учреждения — нарзанные ванны в Кисловодске, грязелечебница в Ессентуках, питьевые бюветы, зал механотерапии в Ессентуках и другие. Все эти заведения были оснащены в соответствии с европейскими медицинскими технологиями.
Члены РБО и особенно первый её председатель Смирнов стремились, чтобы курорты были не только рекреационной зоной, но и одним из центров русской культуры. С 1865 г. по инициативе Смирнова стал издаваться «Листок для посетителей Кавказских Минеральных Вод» — первой в России курортной газеты, освящавшей очень разные темы. При Смирнове был учрежден в 1866 г. «Геогностический музей», в котором экспонировалось более 1500 образцов горных пород, имевших значение для изучения происхождения и состава минеральных вод.
Практически с самого своего основания РБО имело своими членами известных заграничных бальнеологов, работавших на европейских курортах. Это позволяло привлечь на русские курорты внимание западной научной общественности и в каком-то смысле повысить их статус. Широкое общение позволяло установить тесную связь с другими русскими курортами, популяризировать их в стране и за рубежом и держать курортных работников в курсе медицинских новинок, которые появлялись в Европе.

#### Медицинские кадры
РБО разрабатывало также проблемы создания самостоятельной лечебной базы курортов и подготовки профессионалов на её основе. Члены Общества предложили создать постоянные кадры курортных врачей, которые изучали бы курортное дело, как в России, так и за границей; неоднократно поднимали вопросы о необходимости преподавания бальнеологии на кафедрах университетов.
Многолетняя научная деятельность участников РБО привела к созданию полноценных, опытно проверенных руководств для врачей, в которых был изложен перечень показаний и противопоказаний для направления больных на курорты. Одно из таких руководств, составленное в 1904 году, помогало определить профили каждого курорта. Эти руководства сыграли значительную роль в организации лечебной работы на курортах.

#### Бальнеологические съезды
Члены РБО участвовали в съездах, некоторые из которых собирало само РБО. На Первом Всероссийском бальнеологическом съезде в Петербурге в 1898 году присутствовали врачи, гидрогеологи и климатологи. На нём выступило пять членов РБО. Один из них — председатель РБО Василий Александрович Кобылин предложил обратиться к правительству с просьбой о создании на Кавказских Минеральных Водах Бальнеологического института, который бы занимался всесторонним изучением «действия наших вод на больной и здоровый организм».
Второй Всероссийский съезд деятелей по климатологии, гидрологии и бальнеологии прошел в Пятигорске в 1903 году. В разработке программы съезда активно участвовали члены РБО: В. А. Кобылин, П. К. Карпов, Е. А. Ларин, М. К. Новик, П. А. Ржаксинский, Э. Э. Эйхельман. Они же выступали с программными докладами.
На Третьем бальнеологическом съезде, прошедшем в Петрограде в 1915 году снова членами РБО поднимался вопрос о создании бальнеологического института в Пятигорске с филиалами в городах-курортах.
Также члены РБО выступали на Международном бальнеологическом съезде, который состоялся в 1900 году в Гренобле.

## Председатели
- С. А. Смирнов (1863—1872, 1885—1891, 1894—1896)
- Р. И. Ненсберг (1865—1867)
- М. К. Милютин (1872—1885)
- О. А. Халецкий (1877)
- В. А. Кобылин (1897—1907)
- П. А. Ржаксинский (1907—1919)
- А. Н. Огильви (1919—1931)

## Издания
РБО имело свой печатный орган — Записки Русского бальнеологического общества — первое в России специализированное издание. Записки выходили в Пятигорске нерегулярно с 1866 по 1913 год под редакцией С. А. Смирнова, а после его смерти — Е. А. Ларина. В Записках видные российские ученые, врачи курортов Кавказских Минеральных вод печатали свои исследования по специфическим медицинским вопросам вопросам, связанным как с развитием бальнеологии и курортологии, так и с общими темами здоровья человека. В Записках РБО содержатся обширные сведения о минеральных источниках: их химическом составе и его изменениях; дебите источников; действии на организм; показаниях и противопоказаниях к применению минеральных вод. Авторы Записок посвящали свои исследования не только кавказским курортам, но и описывали некоторые минеральные источники европейской России и Сибири. Всего было выпущено 16 томов.
РБО издавало также сочинения русских врачей, путеводители по Кавказским Минеральным водам, занималось переводами иностранных книг по бальнеологии.